# Angelsächsisches Steinkreuz
Angelsächsisches Steinkreuz ist eine Form von Steinkreuzen in England und Schottland, die vom 8. bis 11. Jahrhundert errichtet wurden.
Die Kreuze sind bis zu 5,5 Meter hoch, sie bestehen aus einem schmalen langen Schaft mit einem Keltenkreuz an der Spitze. Sie waren meist aus Sandstein gefertigt und mit reliefartigen Abbildungen auf allen Flächen verziert. Diese waren ursprünglich wahrscheinlich farbig bemalt.
Heute sind nur wenige Exemplare erhalten, da im 16. Jahrhundert im Verlauf der Reformation in England die meisten Kreuze zerstört wurden. Besondere Beispiele sind die Kreuze von Ruthwell und Gosforth. 
Dazu existieren noch einige Fragmente ehemaliger Kreuze (Steinkreuze von Sandbach).

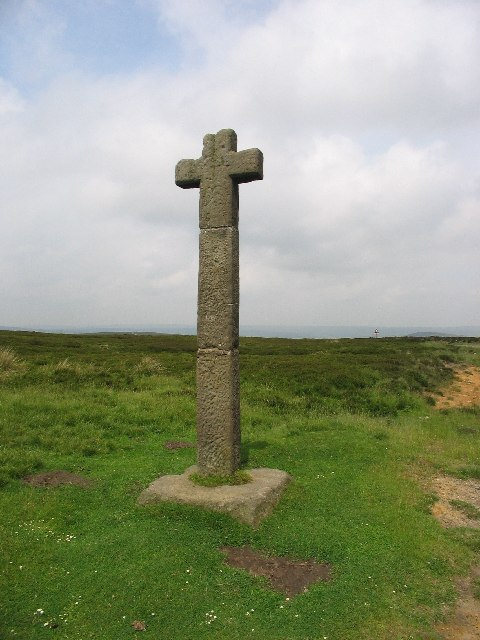
Steinkreuz, Rosedale
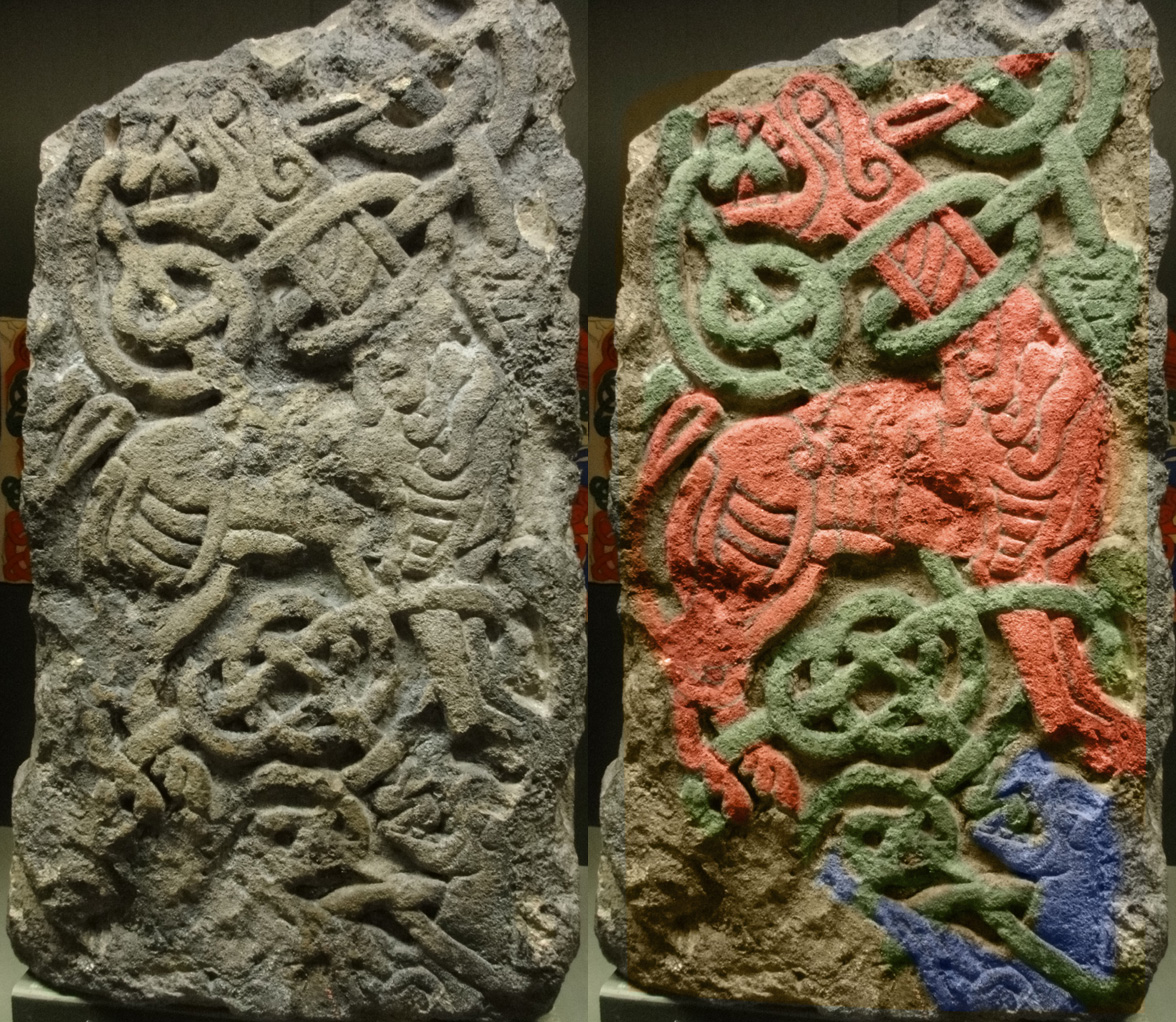
Fragment, Gloucester
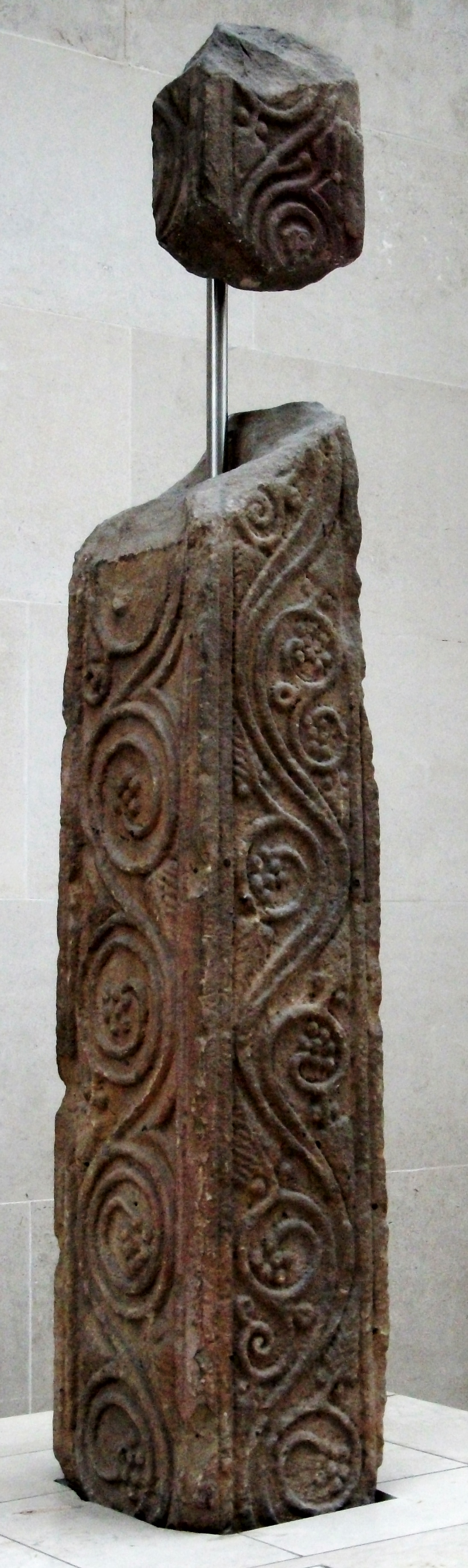
Detail, Lowther